# Église Saint-Pierre d'Ault
Pour les articles homonymes, voir Église Saint-Pierre.
L'église Saint-Pierre d'Ault est une église catholique de style gothique des XIIIe et XIVe siècles située en Picardie maritime, en France.

## Historique
En 1234,  une chapelle castrale avait été érigée par la comtesse Adèle de Ponthieu.
En 1340-1341, Ide et Mathieu de Trie, comtes de Ponthieu font agrandir la chapelle qui devint l’église Saint-Pierre avec une nef de quatre travées.
Le mardi 10 juillet 1475, surnommé « mardi piteux », le roi Louis XI fit  incendier  la ville d'Eu. Ses habitants vinrent se réfugier à Ault. Peu après, la nef de l'église Saint-Pierre fut agrandie de deux nefs latérales.
En 1579, une grande tempête anéantit la ville basse (Le Perroir), son église Notre-Dame et le port. L'église Saint-Pierre devint alors l’église principale d’une ville sans port.
Le clocher du XIVe siècle fut en même temps le beffroi de la ville.
En 1821, trois cloches y furent installées : Charlotte, Henriette et Louise.
L'édifice fut classé au titre des monuments historiques en 1976.

## Description sommaire

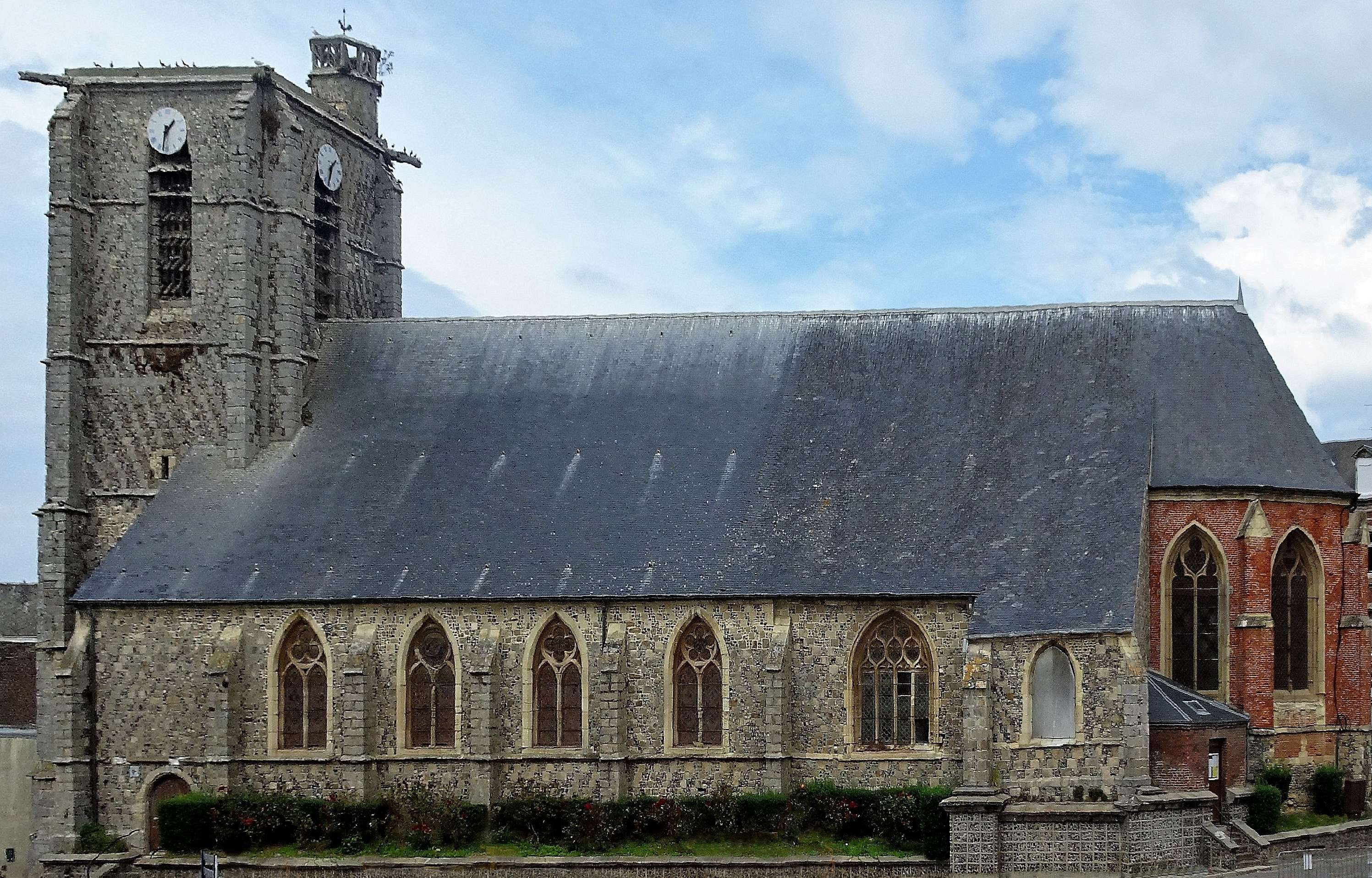
Eglise Saint-Pierre vue de la rue du 11 Novembre

L’église est construite en damier de pierres blanches et silex, typique de la Picardie maritime.
Le chœur  possède des colonnes avec les moulures du XIIIe siècle. Il a été remanié au XVIe siècle, en style gothique flamboyant. Le grand vitrail central évoque la vie de saint Pierre.
La nef de style gothique primitif se compose de quatre travées, les voûtes sont en croisées d'ogives quadripartites retombant sur des culots décorés de feuillage. À la fin du XVe siècle, elle fut agrandie de deux collatéraux.
Le clocher du XIVe siècle a la forme d'une tour quadrangulaire. Le sommet plat est surmonté d'une tourelle de guet. En haut de la tour, des gargouilles ornent les quatre angles.
Les orgues ont été construites vers 1830-1840 vraisemblablement par les pères basiliens de l'abbaye de Valloires. Dans la seconde moitié du XIXe siècle (avant 1876), Paul Deldine puis Félix Van den Brande effectuèrent d'importants travaux de restauration.